# 1229 Tilia
1229 Tilia är en asteroid i huvudbältet som upptäcktes den 9 oktober 1931 av den tyske astronomen Karl Wilhelm Reinmuth. Asteroidens preliminära beteckning var 1931 TP1. Asteroiden fick senare namn efter det latinska namnet för lindsläktet.
Den tillhör asteroidgruppen Themis.
Asteroidens namn ingår även i en serie asteroidnamn, vars första bokstav är en hyllning till den tyske astronomen Gustav Stracke.
Tilias senaste periheliepassage skedde den 24 november 2018.[Uppdatering behövs]